# Óscar Laguna
Laguna  García est un nom espagnol. Le premier nom de famille, en général paternel, est Laguna ; le second, en général maternel, souvent omis, est García.
Óscar Laguna García (né le 21 février 1978 à Puig-reig en Catalogne) est un coureur cycliste espagnol, professionnel de 2003 à 2008.

## Palmarès
- 2001
  - 5e étape du Tour de Catalogne
- 2004
  - 4e étape du Tour d'Aragon
- 2006
  - Tour de Galice :
    - Classement général
    - 3e et 5e étapes

  - 2e étape du Tour d'Ávila
  - 2e du Tour d'Ávila
- 2007
  - 3e étape de la Volta da Ascension
  - Classement général du Tour de Galice
  - Gran Premio Área Metropolitana de Vigo
  - Classement général du Tour de Salamanque
  - 3e de la Volta da Ascension

## Résultats sur les grands tours

### Tour d'Espagne
3 participations
- 2001 : 42e
- 2002 : 64e
- 2003 : 109e

## Classements mondiaux
| Année           | 2005  |
| --------------- | ----- |
| UCI Europe Tour | 1353e |